# Grand Prix Evropy
Velká cena Evropy je název závodního víkendu v rámci mistrovství světa vozů formule 1. První evropská Velká cena se uskutečnila roku 1983 na britské trati Brands Hatch a skončila výhrou brazilského jezdce Nelsona Piqueta. O rok později se Velká cena Evropy konala na německé půdě, konkrétně na nově postaveném okruhu Nürburgring, který leží jen kousek od svého slavnějšího 22 km dlouhého kolegy. V roce 1985 se závod vrátil zpět do Velké Británie, aby na dalších osm let ze závodního kalendáře zmizel. Sezona 1993 byla reinkarnací Velké ceny Evropy, která i tentokrát zůstala věrná Britům, konala se ovšem v oblíbeném Donington Parku, symbolické znovuzrození a zároveň desetileté jubileum závodu patřilo stejně jako v případě prvního závodu brazilskému jezdci, tentokrát ovšem obdivovanému Ayrtonu Sennovi. Poté až na výjimky (1994, 1997 – Španělsko) patřila evropská Velká cena německému Nürburgringu. V sezoně 2008 se ovšem po dlouhých 11 letech vrací Velká cena Evropy do Španělska, pouštní Jerez ovšem vystřídá zbrusu nově vybudovaný městský okruh ve Valencii. V té se jezdilo až do sezóny 2012. V sezóně 2016 se jela v Baku na městském okruhu.

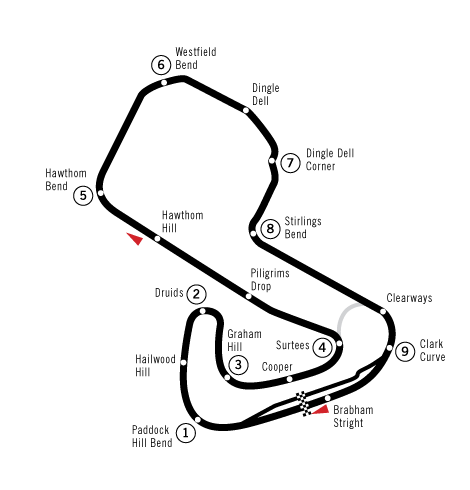
Brands Hatch
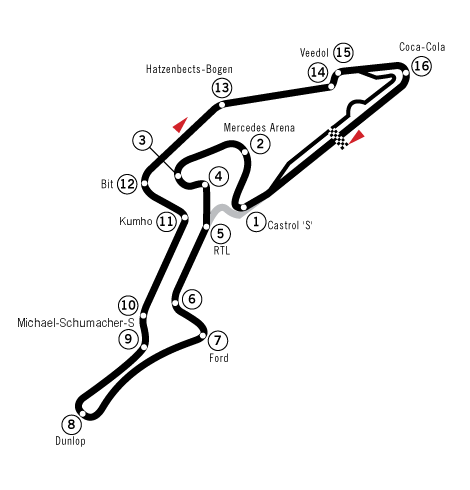
Nürburgring
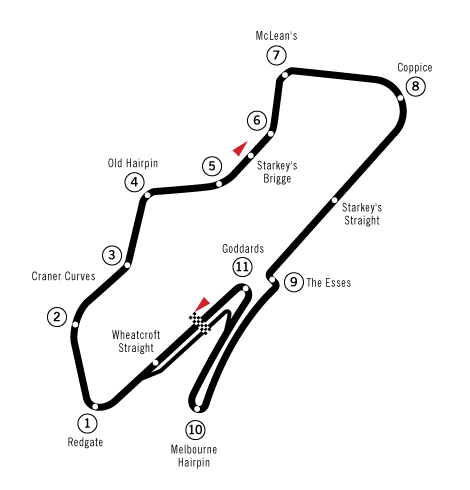
Donington Park
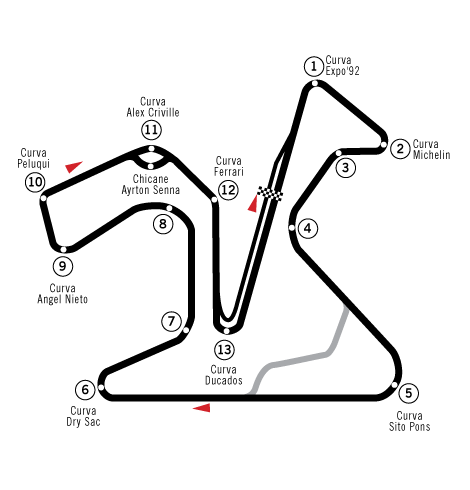
Jerez
Valencie (městský okruh)
Baku (městský okruh)

## Vítězové Grand Prix Evropy

### Opakovaná vítězství (jezdci)
| Počet vítězství | Jezdec             | Roky                               |
| --------------- | ------------------ | ---------------------------------- |
| 6               | Michael Schumacher | 1994, 1995, 2000, 2001, 2004, 2006 |
| 3               | Fernando Alonso    | 2005, 2007, 2012                   |
| 2               | Rubens Barrichello | 2002, 2009                         |
| 2               | Sebastian Vettel   | 2010, 2011                         |

### Opakovaná vítězství (týmy)
| Počet vítězství | Konstruktér | Roky                                     |
| --------------- | ----------- | ---------------------------------------- |
| 7               | Ferrari     | 2000, 2001, 2002, 2004, 2006, 2008, 2012 |
| 4               | McLaren     | 1984, 1993, 1997, 2007                   |
| 3               | Williams    | 1985, 1996, 2003                         |
| 2               | Benetton    | 1994, 1995                               |
| 2               | Red Bull    | 2010, 2011                               |

### Opakovaná vítězství (dodavatelé motorů)
| Počet vítězství | Dodavatel | Roky                                     |
| --------------- | --------- | ---------------------------------------- |
| 7               | Ferrari   | 2000, 2001, 2002, 2004, 2006, 2008, 2012 |
| 5               | Renault   | 1995, 1996, 2005, 2010, 2011             |
| 4               | Mercedes* | 1997, 2007, 2009, 2016                   |
| 3               | Ford**    | 1993, 1994, 1999                         |
| 2               | BMW       | 1983, 2003                               |

* Byl vyráběn Ilmor v roce 1997.

** Byl vyráběn Cosworth.

### Vítězové v jednotlivých letech
| Rok         | Jezdec             | Konstruktér      | Trať         | Výsledky  |
| ----------- | ------------------ | ---------------- | ------------ | --------- |
| 2016        | Nico Rosberg       | Mercedes         | Baku         | Výsledky  |
| 2015 - 2013 | Nejelo se          | Nejelo se        | Nejelo se    | Nejelo se |
| 2012        | Fernando Alonso    | Ferrari          | Valencie     | Výsledky  |
| 2011        | Sebastian Vettel   | Red Bull-Renault | Valencie     | Výsledky  |
| 2010        | Sebastian Vettel   | Red Bull-Renault | Valencie     | Výsledky  |
| 2009        | Rubens Barrichello | Brawn-Mercedes   | Valencie     | Výsledky  |
| 2008        | Felipe Massa       | Ferrari          | Valencie     | Výsledky  |
| 2007        | Fernando Alonso    | McLaren-Mercedes | Nürburgring  | Výsledky  |
| 2006        | Michael Schumacher | Ferrari          | Nürburgring  | Výsledky  |
| 2005        | Fernando Alonso    | Renault          | Nürburgring  | Výsledky  |
| 2004        | Michael Schumacher | Ferrari          | Nürburgring  | Výsledky  |
| 2003        | Ralf Schumacher    | Williams-BMW     | Nürburgring  | Výsledky  |
| 2002        | Rubens Barrichello | Ferrari          | Nürburgring  | Výsledky  |
| 2001        | Michael Schumacher | Ferrari          | Nürburgring  | Výsledky  |
| 2000        | Michael Schumacher | Ferrari          | Nürburgring  | Výsledky  |
| 1999        | Johnny Herbert     | Stewart-Ford     | Nürburgring  | Výsledky  |
| 1998        | Nejelo se          | Nejelo se        | Nejelo se    | Nejelo se |
| 1997        | Mika Häkkinen      | McLaren-Mercedes | Jerez        | Výsledky  |
| 1996        | Jacques Villeneuve | Williams-Renault | Nürburgring  | Výsledky  |
| 1995        | Michael Schumacher | Benetton-Renault | Nürburgring  | Výsledky  |
| 1994        | Michael Schumacher | Benetton-Ford    | Jerez        | Výsledky  |
| 1993        | Ayrton Senna       | McLaren-Ford     | Donington    | Výsledky  |
| 1992 - 1986 | Nejelo se          | Nejelo se        | Nejelo se    | Nejelo se |
| 1985        | Nigel Mansell      | Williams-Honda   | Brands Hatch | Výsledky  |
| 1984        | Alain Prost        | McLaren-TAG      | Nürburgring  | Výsledky  |
| 1983        | Nelson Piquet      | Brabham-BMW      | Brands Hatch | Výsledky  |